# 7 Maravilhas Doces de Portugal
7 Maravilhas Doces de Portugal foi um programa da RTP, que elegeu os melhores doces do país.
Catarina Camacho, Diana Taveira, Graça Moniz, Hélder Reis, Idevor Mendonça, Inês Carranca, Isabel Angelino, Joana Teles, Licínia Macedo, Rita Belinha, Rita La Rochezoire, Sofia Relva, Tiago Góes Ferreira, Vanessa Oliveira e Vasco Pernes foram repórteres de exteriores.
As 7 Maravilhas Doces de Portugal declaradas neste programa foram:
- A Crista de Galo (Vila Real)
- Folar de Olhão (Faro)
- Bolinhol de Vizela (Braga)
- Amêndoa Coberta de Moncorvo (Bragança)
- Mel Biológico do Parque Natural de Montesinho (Bragança)
- Roscas de Monção (Viana do Castelo)
- Charutos dos Arcos de Valdevez (Viana do Castelo)

Com menção honrosa ficaram os restantes finalistas: Ovos Moles de Aveiro (Aveiro), Pastel de Tentúgal (Coimbra), Porquinho Doce (Beja), Filhós de Cabrela (Évora), Brisa do Liz (Leiria), Bons Maridos (Santarém) e Barrigas de Freira (Aveiro).
Os resultados foram obtidos através da votação telefónica e revelados na gala final do evento, transmitida em directo pela RTP a 7 de Setembro de 2019, a partir de Montemor-o-Velho.

## Emissões
| Data                  | Localidade        | Apresentadores                                                                                |
| --------------------- | ----------------- | --------------------------------------------------------------------------------------------- |
| 7 de maio de 2019     | Estúdios RTP      | Jorge Gabriel, Vanessa Oliveira e Tiago Goés Ferreira                                         |
| 27 de junho de 2019   | Montemor-o-Velho  | Jorge Gabriel e Tânia Ribas de Oliveira                                                       |
| 2 de julho de 2019    | Viana do Castelo  | Sónia Araújo, José Carlos Malato, Rita Belinha e Joana Teles*                                 |
| 3 de julho de 2019    | Leiria            | Jorge Gabriel, Tânia Ribas de Oliveira, Idevor Mendonça e Catarina Camacho*                   |
| 4 de julho de 2019    | Viseu             | Sónia Araújo, José Carlos Malato, Rita Belinha e Joana Teles*                                 |
| 5 de julho de 2019    | Santarém          | Zé Pedro Vasconcelos, Tânia Ribas de Oliveira, Idevor Mendonça e Vanessa Oliveira*            |
| 8 de julho de 2019    | Aveiro            | Sónia Araújo, José Carlos Malato, Joana Teles e Idevor Mendonça*                              |
| 9 de julho de 2019    | Castelo Branco    | Tânia Ribas de Oliveira, Jorge Gabriel, Rita Belinha e Isabel Angelino*                       |
| 10 de julho de 2019   | Guarda            | Sónia Araújo, José Carlos Malato, Joana Teles e Isabel Angelino*                              |
| 11 de julho de 2019   | Portalegre        | Tânia Ribas de Oliveira, Jorge Gabriel, Rita Belinha e Rita La Rochezoire*                    |
| 12 de julho de 2019   | Vila Real         | José Carlos Malato, Sónia Araújo, Tiago Góes Ferreira e Hélder Reis*                          |
| 15 de julho de 2019   | Ponta Delgada     | Tânia Ribas de Oliveira, Jorge Gabriel, Graça Moniz e Vasco Pernes*                           |
| 16 de julho de 2019   | Vila Nova de Gaia | José Carlos Malato, Vanessa Oliveira, Idevor Mendonça e Rita Belinha*                         |
| 17 de julho de 2019   | Setúbal           | Tânia Ribas de Oliveira, Zé Pedro Vasconcelos, Diana Taveira e Rita La Rochezoire*            |
| 19 de julho de 2019   | Bragança          | Tânia Ribas de Oliveira, José Carlos Malato, Rita Belinha, Joana Teles* e Rita La Rochezoire* |
| 22 de julho de 2019   | Beja              | Tânia Ribas de Oliveira, Jorge Gabriel, Rita Belinha e Tiago Góes Ferreira*                   |
| 23 de julho de 2019   | Coimbra           | José Carlos Malato, Vanessa Oliveira, Tiago Góes Ferreira e Catarina Camacho*                 |
| 24 de julho de 2019   | Évora             | Tânia Ribas de Oliveira, Jorge Gabriel, Rita Belinha e Vanessa Oliveira*                      |
| 12 de agosto de 2019  | Funchal           | Vanessa Oliveira, José Carlos Malato, Sofia Relva e Licínia Macedo*                           |
| 14 de agosto de 2019  | Lisboa            | Vanessa Oliveira, José Carlos Malato, Inês Carranca e Tiago Góes Ferreira*                    |
| 15 de agosto de 2019  | Braga             | Jorge Gabriel, Joana Teles, Rita Belinha e Isabel Angelino*                                   |
| 16 de agosto de 2019  | Monchique         | José Carlos Malato, Catarina Camacho, Inês Carranca e Vanessa Oliveira*                       |
| 21 de agosto de 2019  | Miranda do Corvo  | Zé Pedro Vasconcelos, Joana Teles e Inês Carranca                                             |
| 7 de setembro de 2019 | Montemor-o-Velho  | Jorge Gabriel, Sónia Araújo, Tiago Góes Ferreira e Rita Belinha                               |

(*Repórter de Exteriores)

## Galas
| Data                  | Localidade         | Apresentadores                        |
| --------------------- | ------------------ | ------------------------------------- |
| 24 de agosto de 2019  | Arcos de Valdevez  | Catarina Furtado e José Carlos Malato |
| 31 de agosto de 2019  | Ferreira do Zêzere | Catarina Furtado e José Carlos Malato |
| 7 de setembro de 2019 | Montemor-o-Velho   | Catarina Furtado e José Carlos Malato |